# Clog Knowe
Der Clog Knowe ist ein 541 Meter hoher Hügel der Moorfoot Hills. Er liegt nahe dem Südwestrand der Hügelkette in der schottischen Council Area Scottish Borders.

## Beschreibung

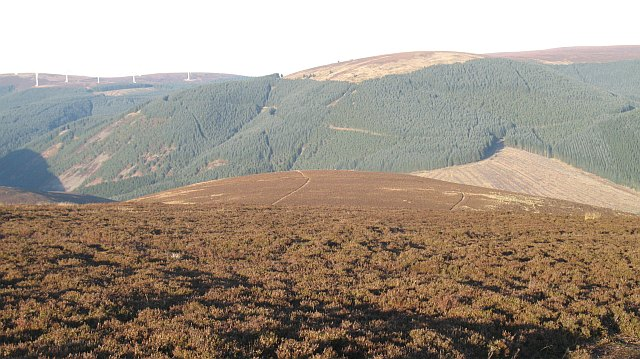
Blick auf den Lamb Law; im Hintergrund der Totto Hill.

Der Clog Knowe erhebt sich rund sechs Kilometer östlich von Peebles und fünf Kilometer nordwestlich von Innerleithen. Seine Kuppe ist nur etwa 800 Meter von der des westlichen Nachbarn Black Law entfernt. Im Norden besitzt der Clog Knowe eine 489 Meter hohe, plateauartige Nebenkuppe namens Lamb Law. Der Glentress Forest, eines der frühesten Wiederaufforstungsprojekte in Schottland, umfasst auch den Südwesthang des Black Law. Der Wald wurde etwa bis zu dessen Kuppe geführt.

## Umgebung
Den Clog Knowe umgeben der Totto Hill im Norden, die Dunslair Heights im Nordwesten, der Black Law im Westen, der Black Knowe im Südwesten, der Dod Hill im Osten und der Whitehope Law im Nordosten. Entlang seines Nordosthangs verläuft das Leithen Water. Ein am Südhang entspringender Bach mündet bei Cardrona in den Tweed. Der am Nordhang entspringende Bach entwässert über das Leithen Water ebenfalls in den Tweed.
Am Leithen Water liegt die im Arts-and-Crafts-Stil ausgestaltete Villa Leithen Lodge am Fuße des Clog Knowes. An seinem Südwesthang finden sich Spuren einer früheren Siedlung, die vermutlich aus sechs Hütten bestand.